# 게쇼갈매나무
게쇼갈매나무(ጌሾ----, 학명: Rhamnus prinoides 람누스 프리노이데스[*])는 갈매나무과의 나무(관목 또는 소교목)이다. 원산지는 아프리카 지역이다.

## 이용
에티오피아와 에리트레아에서는 게쇼갈매나무 가지를 끓인 물이 꿀술인 떠지를 만드는 데 쓰이며, 또한 게쇼갈매나무 잎을 말려 가루낸 것이 곡주인 떨라를 발효시킬 때 쓰인다.

## 사진

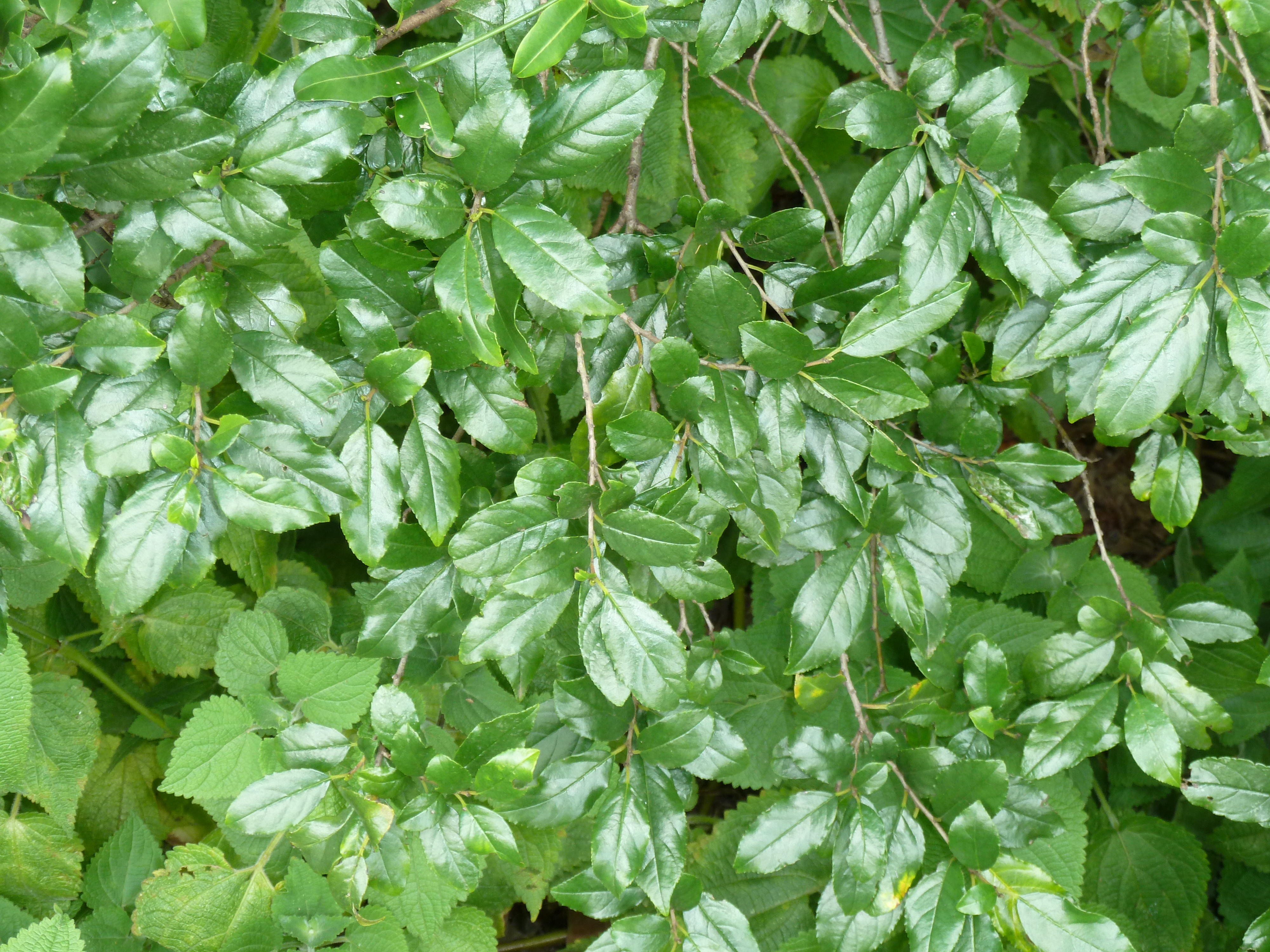
잎
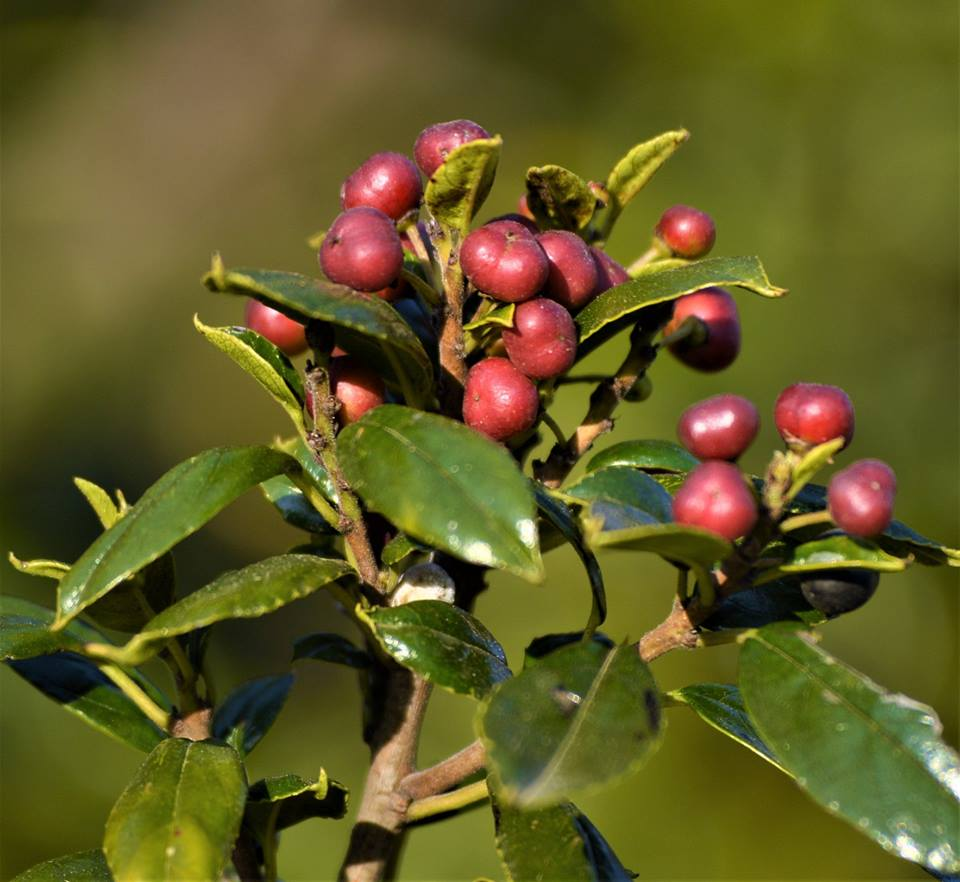
열매